# Vườn Shalimar (Lahore)
Vườn Shalimar (Punjabi, tiếng Urdu: شالیمار باغ) hay vườn Shalamar là một khu vườn Mughal nằm ở Lahore, Pakistan.. Công trình được xây dựng vào năm 1641 và hoàn thành sau đó một năm. Dự án được thực hiện dưới sự giám của Khalilullah Khan. Ý nghĩa của tên Shalimar hiện nay vẫn là một dấu hỏi nhưng theo học giả Nga Anna Suvorova trong cuốn sách "Lahore: Topophilia của không gian và vị trí" đã khẳng định rằng, chắc chắn tên của nó xuất phát từ tiếng Ả Rập hay Ba Tư từ một vị vua Hồi giáo, vì không bao giờ sử dụng tên tiếng Phạn hay tiếng Hindu của một vị vua cho một khu vườn hoàng gia. Vườn Shalimar nằm gần Baghbanpura, dọc theo con đường Grand Trunk khoảng cách thành phố Lahore khoảng 5 km về phía đông bắc. Việc xây dựng khu vườn Shalimar lấy cảm hứng từ Trung Á, Kashmir, Punjab, Ba Tư và Vương quốc Hồi giáo Delhi.

## Lịch sử

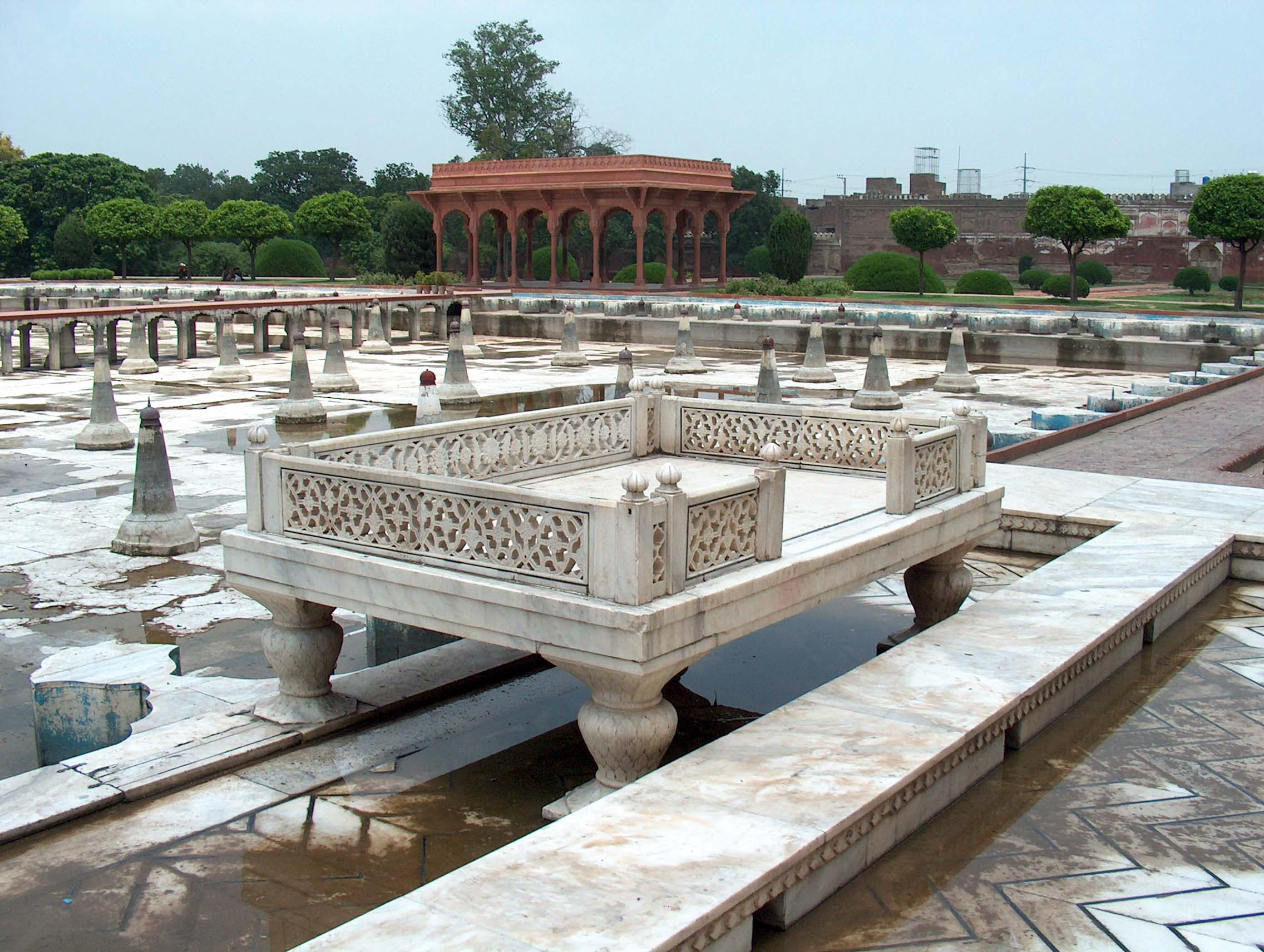
Vườn Shalimar tại Lahore

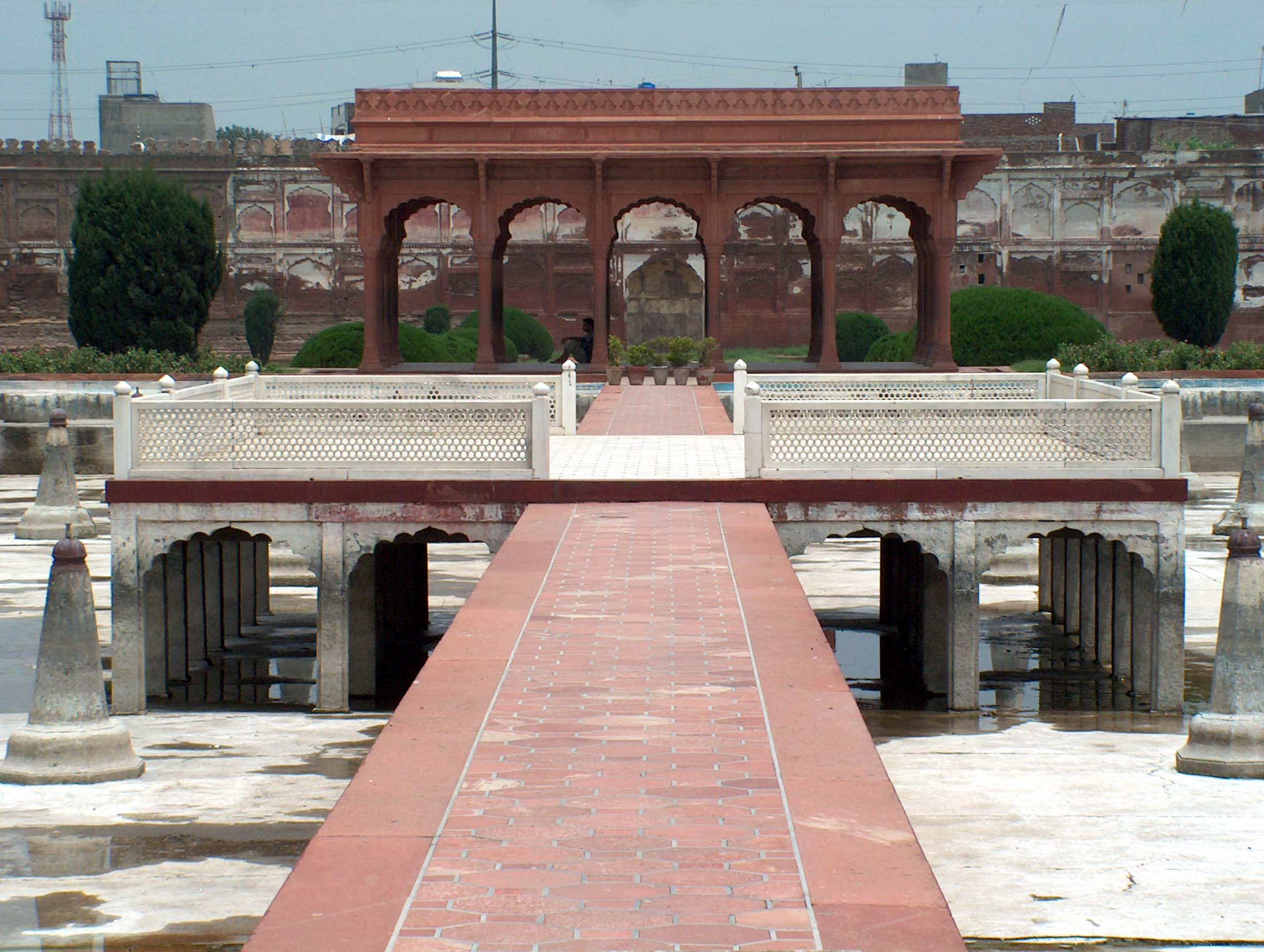

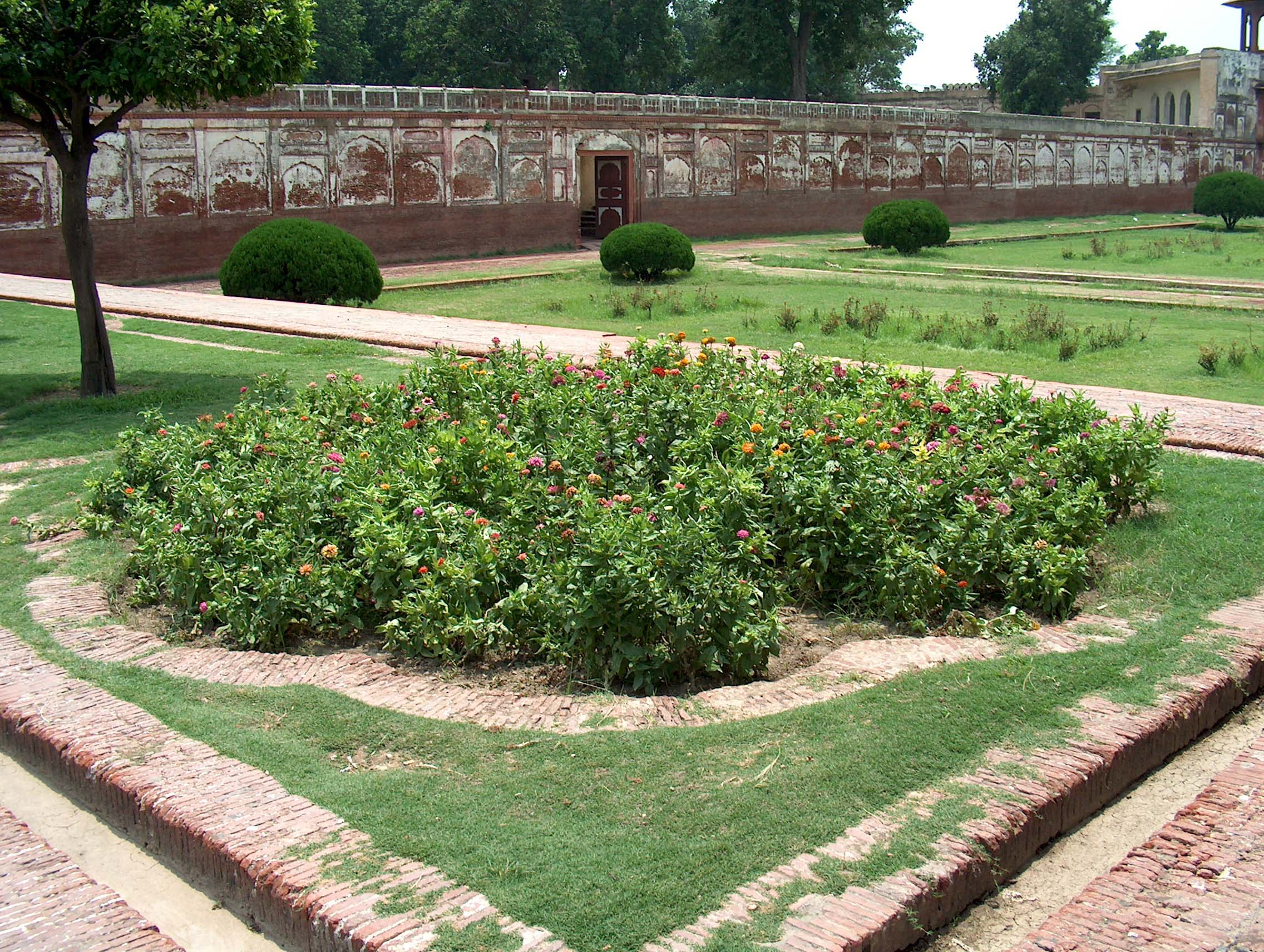
Vườn Shalimar

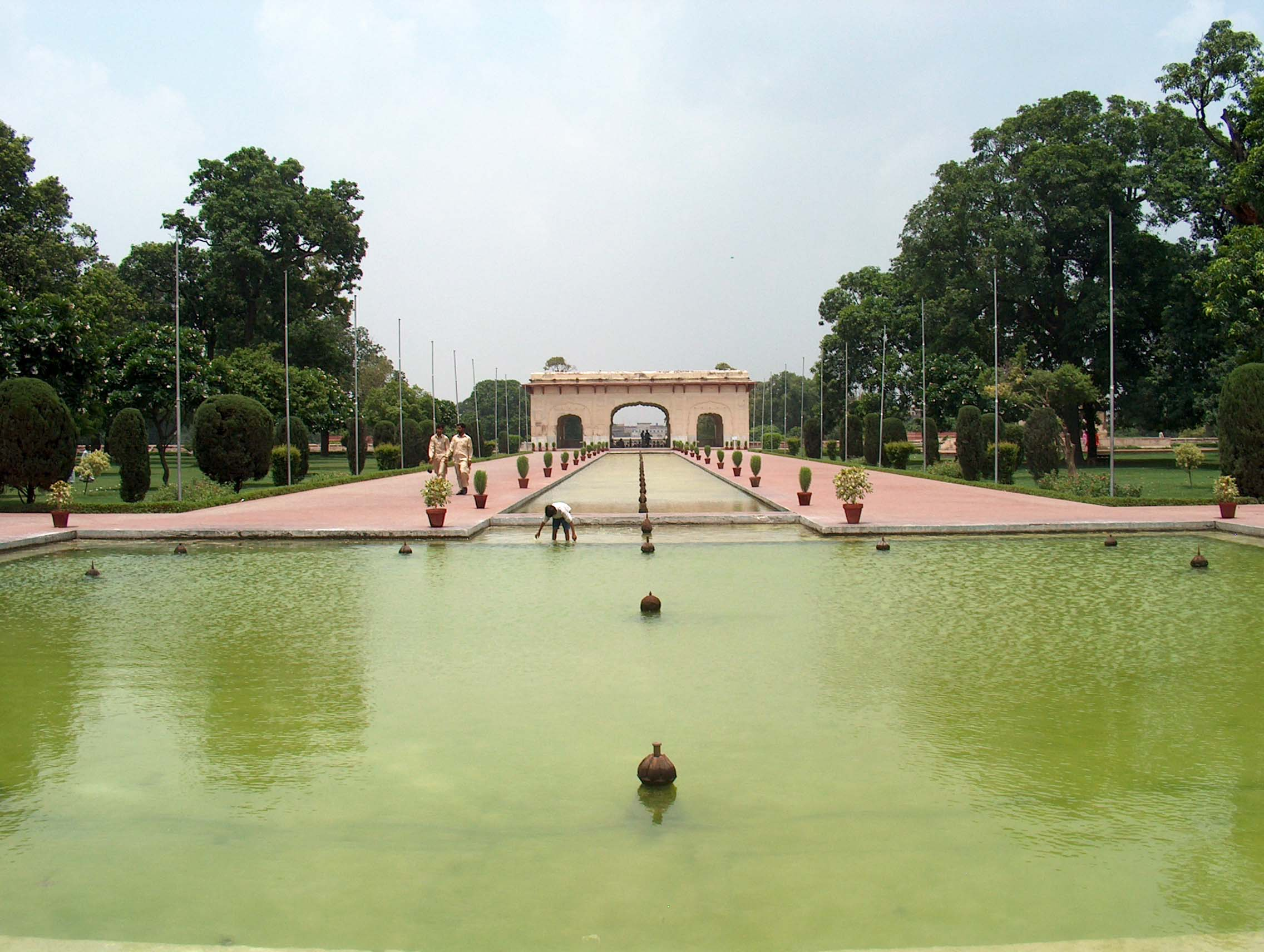
Đài phun nước tại Vườn Shalimar

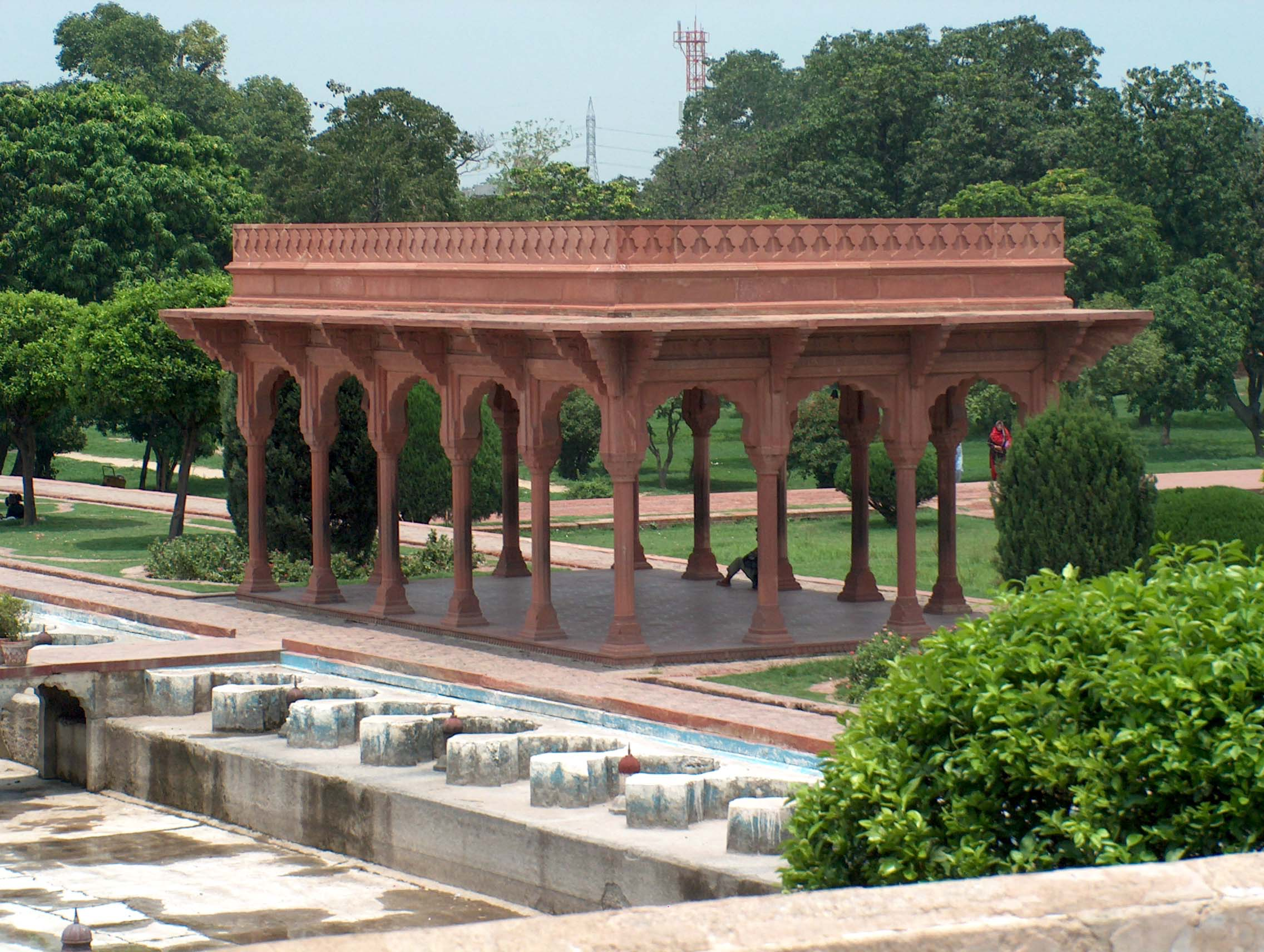

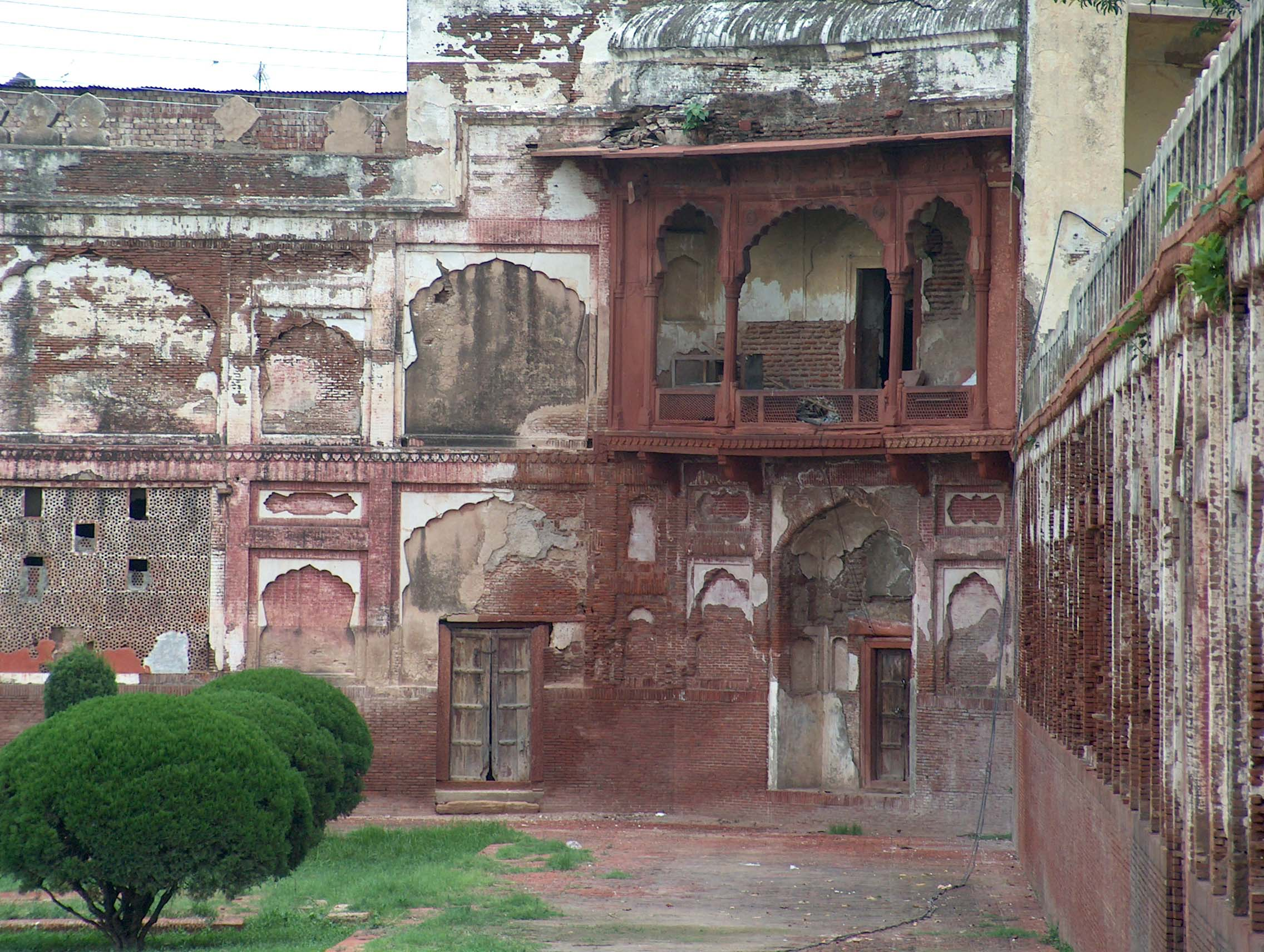

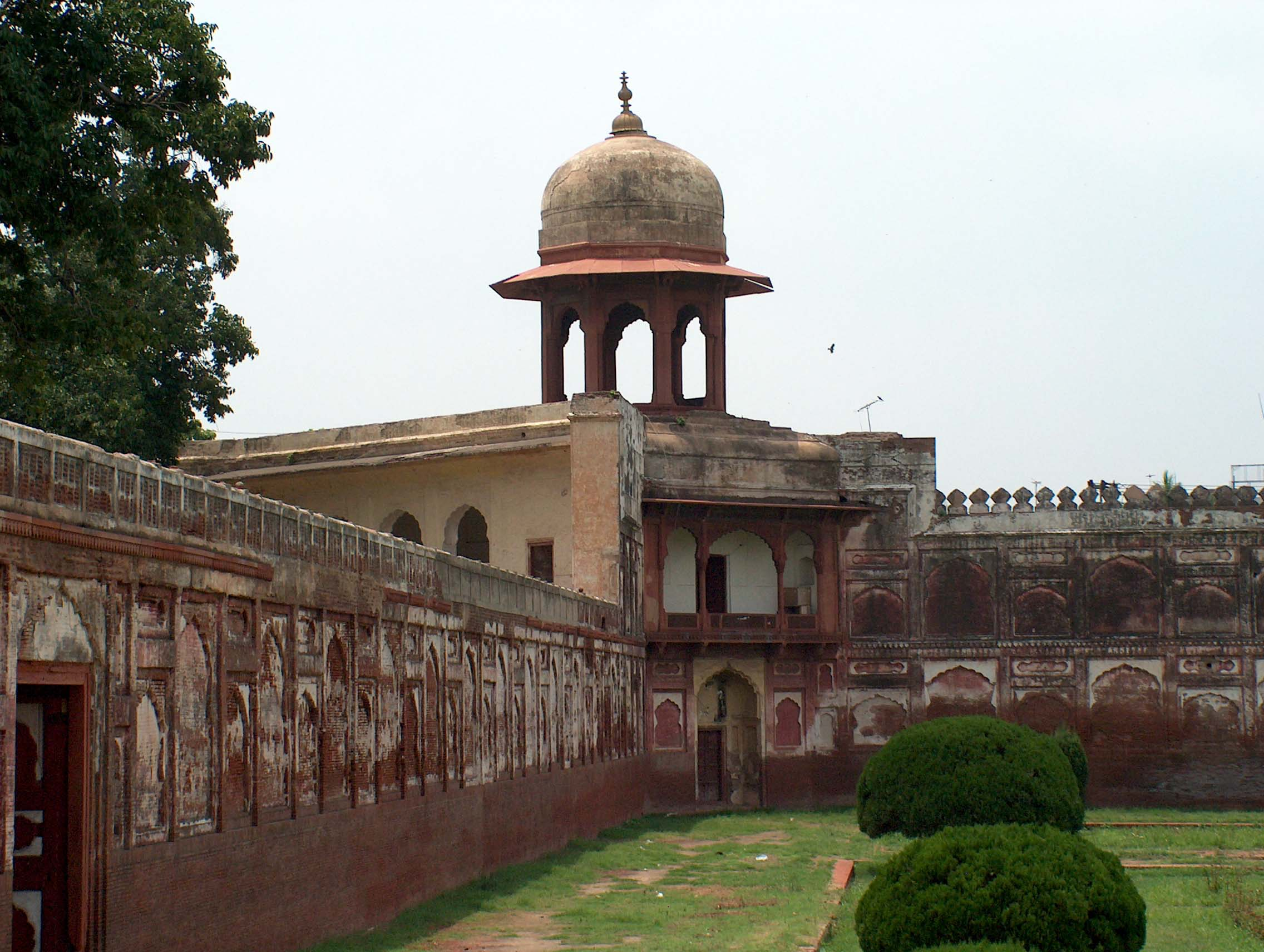
Các bức tường của Shalimar

Vườn Shalimar ban đầu thuộc về một trong những quý tộc gia đình Zaildar trong khu vực, được biết đến như là gia đình Mian Baghbanpura, những người Arain quý tộc trong vùng. Gia đình cũng đã được trao danh hiệu hoàng gia của Mian bởi hoàng đế Mughal, bởi những đóng góp của dòng tộc cho đế quốc. Mian Muhammad Yusuf, người đứng đầu của gia đình Mian sau đó đã tặng Ishaq Pura cho Hoàng đế Shah Jahan. Đổi lại, Shah Jahan cấp cho họ quản lý Vườn Shalimar. Vườn Shalimar vẫn nằm dưới sự giám hộ của gia đình này trong hơn 350 năm.
Năm 1962, vườn Shalimar được quốc hữu bởi Ayub Khan vì người đứng đầu gia đình Mian đã phản đối việc áp đặt thiết quân luật tại Punjab.
Lễ hội Chiraghan Mela được tổ chức tại đây, cho đến khi Ayub Khan đã ra lệnh cấm vào năm 1958.

## Kiến trúc
Shalimar được xây dựng với cấu trúc là một hình chữ nhật rộng 16 ha, được bao quanh bởi một bức tường gạch cao. Chiều dài của nó là 658 mét từ bắc đến nam và 258 mét đông sang tây, được sắp xếp theo ba tầng bậc giảm dần từ nam tới bắc. Năm 1981, Vườn Shalimar là một phần của di sản thế giới được UNESCO công nhân cùng với Pháo đài Lahore.

### Các tầng bậc
Vườn được sắp xếp thành ba tầng bậc giảm dần độ cao từ nam đến bắc, tầng kế tiếp cao hơn từ 4-5 mét (13-15 bước chân). Ba bậc trong tiếng Urdu như sau:
- Tầng trên được đặt tên Farah Baksh
- Tầng giữa là Faiz Baksh
- Tầng thấp nhất là Hayat Baksh

### Các đài phun nước
Khu vườn có tổng cộng 410 đài phun nước chảy vào các hồ.Cùng với đó là việc sử dụng đá cẩm thạch cho thấy sự sáng tạo của các kỹ sư vườn Mughal mà ngay cả ngày nay, các nhà khoa học không thể hiểu đầy đủ các hệ thống nước và kỹ thuật nhiệt từ bản thiết kế kiến trúc. Khu vực xung quanh vườn rất mát do các đài phun nước liên tục, giúp mùa hè ở Lahore bớt nóng hơn, với nhiệt độ đôi khi đạt trên 120 °F (49 °C). Sự phân bố của các đài phun nước như sau:
- Tầng thượng có 105 đài phun nước.
- Tầng giữa có 152 đài phun nước.
- Tầng thấp nhất có 153 đài phun nước.

Vườn có 5 thác nước được xây dựng bằng những phiến cẩm thạch lớn.

### Các công trình
- Sawan Bhadum là nơi thưởng lãm cảnh
- Naqar Khana
- Khwabgah hay phòng ngủ
- Hammam hay nhà tắm hoàng gia
- Aiwan hay các phòng khách chính
- Aramgah hay là nơi nghỉ ngơi
- Khawabgah là phòng ngủ của phu nhân hoàng đế
- Baradaries là nơi thưởng lãm đài phun nước vào mùa hè
- Diwan-e-Khas-o-Aam là nơi tiếp đón những vị khách đặc biệt của hoàng đế
- Hai cổng và các tháp canh ở các góc

### Thực vật của vườn
Khu vườn bao gồm nhiều loại thực vật, chủ yếu là hạnh nhân, táo, mơ, dâu tây, xoài, đào, nho, bạch dương, bách...tất cả tạo ra một không gian xanh cho khu vườn này.